# کبوتر کوهی
کبوترهای کوهی چهار گونه از پرندگان سردهٔ (نام علمی: Gymnophaps) از خانواده کبوتران هستند. آنها در جزایری در شرق اندونزی و ملانزی یافت می‌شوند، جایی که در تپه‌ها و جنگل‌های کوهستانی زندگی می‌کنند. آنها عمدتاً دارای پرهای خاکستری، سفید یا قهوه‌ای شاه‌بلوطی مات هستند و پوست قرمز روشن پیرامون چشم مشخص‌ترین ویژگی آنها است. نرها و ماده‌ها اکثراً شبیه هم هستند، اما کبوتر کوهی پاپوآ، دودیسی جنسی جزئی نشان می‌دهد. کبوترهای کوهی بسیار اجتماعی هستند و معمولاً در دسته‌های حداقل ۱۰ تا ۴۰ پرنده دیده می‌شوند، اگرچه برخی از گونه‌ها می‌توانند دسته‌هایی با بیش از ۱۰۰ نفر تشکیل دهند. آنها عموماً ساکت هستند و صدای زیادی تولید نمی‌کنند. با این حال، آنها در حالی که محل اقامت خود را در ارتفاع بالا ترک می‌کنند تا صبح‌ها غذا بیابند، صدایی متمایز از خود تولید می‌کنند.